# Stemonitidales
A Stemonitidales (ICN), más néven Stemonitida (ICZN) vagy Stemonitales az Amoebozoa Myxogastria kládjának csoportja.

## Történet
A Myxogastria 5 hagyományos rendjének egyike, de a hagyományos értelemben vett rend egyes fajai a Meridermatales vagy a Lamprodermataceae tagjai lehetnek.
2012-ben Fiore-Donno et al. a perídium alapján 3 sötét spórájú formacsoportot különítettek el: a Comatricháé és a Stemonitisé rövid életű, a Meridermáé rövid életű, de részenként válik le, míg a Lamprodermáé a Physaraleséhez hasonlóan állandó. Filogenetikai eredménye alátámasztotta korábbi kutatások eredményét, melyekben a Stemonitidales parafiletikusnak bizonyult. Emellett kimutatták, hogy az SSU rRNS első mintegy 600 bázispárja pontosan ki tud mutatni fajközi különbségeket.
2015-ben Thomas Cavalier-Smith a Columellidia ribocsoportba sorolta, melybe elsősorban sötét spórájú csoportok tartoznak, 2019-ben Leontyev et al. a leírást kiegészítették, a csoportot 2 részre bontották, ezek a Stemonitidaceae/Stemonitidae és az Amaurochaetaceae/Amaurochaetidae, valamint javasolták a Lamproderma és a Lamprodermataceae áthelyezését a Physaralesbe.
2023-ban a Didymium spongiosumról García-Martín et al. megállapították, hogy Micheli 1729-es eredeti illusztrációjának rendszertani helyzete kérdéses: lehet a Physaralesbe tartozó Fuligo vagy a Stemonitidalesbe tartozó Brefeldia faja is. Emellett egyik nemzetségét, a Diacheát módosították, így 3 korábban a Physaraceae Craterium nemzetségébe sorolt fajt tartalmaz.

## Morfológia
Tönkje rostos vagy amorf és epihipotallikus. Columellája fokozatosan kapillítiumba megy át, fonalai a columellához rögzülnek, a perídiumhoz nem, és általában nem tölcsérben végződnek a Symphytocarpus lehetséges kivételével. Perídiuma általában rövid életű, kivéve például a Stemonitopsis typhina és Comatricha alpina fajokat. Nem meszesül, és tönkje a citoplazmán belülről származik a Physaralesszel szemben. Plazmódiuma fehér vagy átlátszó afanoplazmódium, és gyakori a fatörzsek és részben kéreg nélküli rönkök alján, termőteste törékeny.
A Symphytocarpus áletáliumos, de számos csoport összetett termőtestű a párhuzamos evolúció miatt.
Az Amaurochaetaceae tömör tönkje felismerhető rostokból áll, alapi része átlátszatlan. Etáliumos fajai álkapillítiuma legalább részben tönkmaradvány, szerkezete is legalább részben a tönkre hasonlít. A columella végén kapillítium van, fonalai sötétek, lehetnek elágazók, anasztomózisképzők (például Stemonitis) vagy szabadok. Egyes fajai morfológiája változó.
Sporokarpiumai állhatnak egyedül (Stemonitis, Comatricha), eredhetnek közös tönkről (Stemonaria), vannak ál- (Symphytocarpus) és valódi etáliumos fajai (Amaurochaete) is.
A Meriderma spórái különböző kinézetűek: a Meriderma echinulatuméi tüskések, a Meriderma carestiaeéi közel teljes retikulumúak, míg a Meriderma cribrarioideséi teljes retikulumúak.
Az Elaeomyxa a Stemonitidalesben sporotékája körüli gyantaszerű anyaga, a Colloderma érése során körülvevő, a sporokarpium fejlődése során általában száradó és csökkenő nyálkarétege miatt tér el a legtöbb Stemonitidales-fajtól, de a Colloderma robustum és a Colloderma oculatum nyálkája más nyálkagombákban is jelen van. E két nemzetség anyaga homológ.

## Élőhely
Legtöbb faja csak a hóhatár alatt képez termőtestet, azonban a Stemonitis flavogenita felette is élhet, feltehetően amőbaként túlélve a termőtestképzéshez nem megfelelő környezetet; míg a Lamproderma legalább 25 faja termőtestet is képezhet az olvadó hó peremén vékony (nivikol), ezek szűk tűrőképességűek, általában nagy magasságban vagy sarkközeli szélességi körökön élnek, és megfelelő ökológiai körülmények közt akár több négyzetméter holt anyagot is befedhetnek; 4 Lamproderma-faj, például a vitatott Lamproderma granulosum is, briofil – mohákon él –, 21 faj változatos szubsztrátokon él – például holt fán vagy élő növényeken.
Legtöbb faja Kína Jünnan tartományában toboztermőkből álló erdőkben él.

## Genetika
A tiszta Physarum polycephalum-miozinra nem hasonlít miozinja eléggé, hogy annak 6,3%-nál kisebb koncentrációjú antiszéruma teljesen kicsapja.
A Comatricha laxa magi rDNS-e rendelkezik egy 493 bp hosszú I-es csoportbeli mozgó intronnal, emellett ismert egy S516 introncsoport is.
Az EF-1α génje 5 inzertációs helyéből a 4. intronnak megfelelő 1.-ben és az α-tubuliné 6 inzertációs helyéből a 6. intronnak megfelelő 3.-ban történt bővülés.

## Filogenetika
Korlátozott mintavételen alapuló tanulmányok szerint a Physarales testvércsoportja, de több taxont hozzáadva a Physaralesre nézve parafiletikusnak bizonyult egy 2008-as tanulmányban, ahol a Lamproderma bizonyult a Physarales testvércsoportjának. A Lamprodermát és a Comatrichát a 2000 előtti tanulmányok nem tudták elhatárolni, azonban egy 2011-es molekuláris tanulmány kimutatta, hogy a két nemzetség élesen elkülönül.

## Jelentőség
A Stemonitis splendens tölgyeken súlyos kéregbomlás-betegséget okozhat súlyos kárt okozva például gombafarmokon.

## Evolúció
Mianmari borostyánban 2019-ben mintegy 100 millió éves nyálkagomba-fosszíliát találtak Rikkinen et al., melyről megállapították, hogy a mai kozmopolita Stemonitis nemzetséghez hasonlít, így a sporokarpium morfológiáját legkésőbb a középső kréta óta változatlanként írták le, lehetséges magyarázatukként pedig az akár több évig tartó nyugalmi állapotba kerülési képességet adták meg. A Stemonitis morfológiai sztázisa a szél általi diszperzióhoz való adaptáció fennmaradását segítő erős környezeti szelekció bizonyítéka lehet. A fosszília a Stemonitis korára adható alsó becslésként használható.
Domke több Stemonitis-sporokarpiumról számolt be 1952-ben.